# Júbilo Ivata
A Júbilo Ivata (japánul: ジュビロ磐田, hepburn-átírásban: Jubiro Iwata) egy japán labdarúgóklub, melynek székhelye Ivatában, Sizuoka prefektúrában található. A klubot 1972-ben alapították Yamaha Motor SC néven és a J. League Division 2-ben szerepel.
A japán bajnokságot 4 alkalommal (1987–88, 1997, 1999, 2002) nyerték meg. 1999-ben elhódították az AFC-bajnokok ligája és az AFC-szuperkupa serlegét.
Hazai mérkőzéseiket a Yamaha Stadionban játsszák. A stadion 15 167 néző befogadására alkalmas. A klub hivatalos színei a kék és a fehér. Legnagyobb riválisuk a Simizu S-Pulse.
A csapat tulajdonosa a Yamaha Motor Company.

## Sikerlista
- Japán bajnok (4): 1987–88, 1997, 1999, 2002
- Japán másodosztályú bajnok (2): 1982, 2021
- AFC-bajnokok ligája győztes (1): 1998–99
- AFC-szuperkupa győztes (1): 1999

## Ismert játékosok
- Jamada Hiroki
- Nanami Hirosi
- Nakajama Maszasi
- Inoha Maszahiko
- Takahara Naohiro
- Nisi Norihiro
- Maeda Rjóicsi
- Fukunisi Takasi
- Hattori Tosihiro
- Komano Júicsi
- Josida Micunori
- Szuzuki Hideto
- Kavagucsi Josikacu
- Fudzsita Tosija
- Oku Daiszuke
- Tanaka Makoto
- Óiva Gó
- Dunga
- Adílson Batista
- Csong Ujong
- Cshö Jongszu
- I Gunho
- Pak Csuho
- Salvatore Schillaci
- Roberto Torres